# Суха Бугурна
Суха Бугурна (рос. Сухая Бугурна) — село в Цильнинському районі Ульяновської області Російської Федерації.
Населення становить 170 осіб. Входить до складу муніципального утворення Мокробугурнинське сільське поселення.

## Історія
Від 2004 року входить до складу муніципального утворення Мокробугурнинське сільське поселення.

## Населення
| 2010 |
| ---- |
| 170  |